# Sa Đéc
Sa Đéc è una città del Vietnam, situata nella provincia di Dong Thap. È un porto fluviale e un centro agricolo e industriale ed è stata riconosciuta come città di II livello nel 2018.

## Storia
Sa Đéc è stata la città capoluogo dell'ex provincia di Sa Dec durante il periodo coloniale francese prima del 1956 e nel periodo 1966-1975 sotto la Repubblica del Vietnam. Durante la guerra del Vietnam ha ospitato una base militare americana da cui partivano operazioni di pattugliamento fluviale effettuate con unità Patrol Boat, River.
Dopo la riunificazione del Vietnam è stata la capitale della provincia di Dong Thap tra il 1976 ed il 1994, quando il capoluogo è stato trasferito a Cao Lãnh.